# Anne-Marie Mai
Anne-Marie Mai (født 15. december 1953 i Aarhus) er en dansk forfatter og professor i dansk litteratur ved Institut for Kultur- og Sprogvidenskaber, Syddansk Universitet. Hun er siden 1985 gift med digteren Klaus Høeck.
Mai blev student fra Marselisborg Gymnasium i 1973 og mag.art. i moderne og sammenlignende litteraturhistorie fra Aarhus Universitet i 1978. I 1982 blev hun lic.phil. i nordisk litteratur samme sted. I 1988 blev hun tilknyttet Odense Universitet som ekstern lektor. Hun blev adjunkt samme sted i 1993 og lektor i 1995. Siden 1999 har hun været professor i dansk litteratur ved Syddansk Universitet i Kolding.
I 2003 modtog hun H.O. Lange-prisen for redaktionen af 4. udgave af Danske digtere i det 20. århundrede, bind 1-3, Gyldendal 2000-2002. Hun er medredaktør af serierne Nye historier om dansk litteratur og Moderne positioner efter 1940. Hun er forskningsleder ved Institut for Litteratur, Kultur og Medier, SDU.
Siden 2002 har hun været formand for bestyrelsen for Forfatterskolen. I 2009 blev hun formand for Kulturministeriets forskningsudvalg.
Anne-Marie Mai udgav 2010-2011 sin tre binds litteraturhistorie, Hvor litteraturen finder sted I-III på forlaget Gyldendal.
Her fortælles historien om dansk litteratur ud fra de steder, hvor litteraturen er blevet skrevet, læst og overleveret.
Hun er redaktør for tidsskriftet Aktualitet – Litteratur, Kultur og Medier.

## Udvalgte værker
- Anne-Marie Mai (2010), Hvor litteraturen finder sted, Gyldendal, ISBN 978-87-02-09062-8, Wikidata  Q67130973

### Artikler
- Anne-Marie Mai (2004), "Det upåfaldende", K&K, 32 (1): 69-79, doi:10.7146/KOK.V32I97.21581, Wikidata  Q66819449
- Anne-Marie Mai (1. september 2004), "Vinger af fremtidssang", Passage, 19 (50): 169-172, doi:10.7146/PAS.V19I50.2511, Wikidata  Q66819533
- Anne-Marie Mai (5. marts 2010), "Sorø Akademi – et sted i litteraturhistorien", Aktualitet - Litteratur, Kultur Og Medier, 4 (2), Wikidata  Q66819487